# フロントサイドバス
フロントサイドバス (Front Side Bus, FSB) は、CPUバスの一種である。x86がシステム（ノースブリッジ）側と2次キャッシュ側にそれぞれCPUバスを持った際に、システム側のバスを指して命名された。

## 概要
システム（ノースブリッジ）側と2次キャッシュ側にそれぞれCPUバスを持つ形態はPentium Proであらわれたが、Pentium Proでは2つの独立したバス、デュアルインディペンデントバス(Dual Independent Bus, DIB)と呼んでいた。この設計により、2次キャッシュメモリへのアクセスと、メインメモリなどへのアクセスを、CPUバスで共有しないことで性能を高めた。それ以前のPentiumプロセッサなどでは、2次キャッシュメモリも（ひとつしかない）CPUバスに接続されていた。
フロントサイドバスという呼称はPentium IIに初めて用いられた。2次キャッシュ側をバックサイドバス(Back Side Bus, BSB)と呼んだ。システム側をCPUの正面と捉えた場合、ブロックダイアグラム上ではCPUに対称の、いわば背面に相当する位置に描かれるからである。バックサイドバスの誕生で2次キャッシュメモリのアクセスが取り除かれたCPUバスは、従来からのCPUバスと機能的に区別するためにフロントサイドバスと名付けられた。
なお、Pentium IIから2次キャッシュメモリを省いた構造であった初代のCeleronプロセッサには必然的にバックサイドバスが無く、そのためそのCPUバスはフロントサイドバスとは呼ばない。
フロントサイドバスを持つCPUは（その名前では呼んではいないがPentium Proと）、Pentium IIプロセッサ以降の開発製造品で、そのうち開発コードネームがCovingtonであった上記初期のCeleronを含まないCPUである。
その後、フロントサイドバスという名称は広く普及し、AMDやVIA Technologiesも、同様のバス構造を持つ自社製品のバスをフロントサイドバスと呼んでいる。
さらには、CPUバスの意でフロントサイドバスという語を使う者や、あきらかに誤用だがベースクロック周波数（元々はFSB周波数と同じだった（後述））を指して「FSB」と言う者などもいる。
登場時のフロントサイドバス周波数はデータ転送クロック周波数と同義であった。しかしPentium 4以降、Quad Pumpedと呼ばれる4倍速転送が使われるようになり、本来のバス周波数の4倍の周波数をフロントサイドバス周波数として表記するようになったため、同じではなくなった。

## 終焉
Nehalem以降は、バスではなくQPIという接続規格でCPUとそれにつながる要素間が排他的に直接接続されるようになり、以降のx86アーキテクチャを持つCPUからフロントサイドバスは消滅した。
AMDは2003年にOpteronやAthlon 64でインテルに先駆けてメモリコントローラをCPUに内蔵し、その際にFSBの呼称をやめた。